# Клинтон (Минесота)
Клинтон (енгл. Clinton) град је у америчкој савезној држави Минесота.

## Демографија
По попису из 2010. године број становника је 449, што је 4 (-0,9%) становника мање него 2000. године.
| Група             | 2000.       | 2010.       |
| Белци             | 443 (97,8%) | 443 (98,7%) |
| Афроамериканци    | 0 (0,0%)    | 0 (0,0%)    |
| Азијати           | 4 (0,9%)    | 0 (0,0%)    |
| Хиспаноамериканци | 0 (0,0%)    | 6 (1,3%)    |
| Укупно            | 453         | 449         |